# يان سبنسر
يان سبنسر (26 أغسطس 1984 - ) (بالإنجليزية: Ian Spencer)‏ هو لاعب كريكت بريطاني.